# کلیسای یغیشه مقدس (آرئش)
کلیسای یغیشه مقدس (آرئش) (ارمنی: Սուրբ Եղիշե եկեղեցի (Արեշ)؛ ) یک کلیسا متعلق به کلیسای حواری ارمنی واقع در روستای آرئش، شهرستان یولاخ جمهوری آذربایجان می‌باشد. ساخت و ساز این ساختمان در سده ۱۹ام میلادی؛ به پایان رسید. این بنا به سبک معماری ارمنی طراحی شده است.